# Coefficient de convection thermique
 (octobre 2008).
Si vous disposez d'ouvrages ou d'articles de référence ou si vous connaissez des sites web de qualité traitant du thème abordé ici, merci de compléter l'article en donnant les références utiles à sa vérifiabilité et en les liant à la section « Notes et références ».
 (mars 2012).
Le coefficient de convection thermique ou coefficient de transfert par convection est un coefficient de transfert thermique.
Il permet de quantifier un transfert de chaleur réalisé par un phénomène de convection au sein d'un fluide en mouvement (contre une paroi froide ou chaude, ou au-dessus d'une étendue d'eau par exemple).

## Unité de mesure
Le coefficient de convection thermique {\displaystyle h} s'exprime en watts par mètre carré-kelvin (W m−2 K−1.)

## Enjeux
Tout fluide (l'air par exemple) a des propriétés de masse volumique qui évoluent avec la température et la pression. Ainsi un air à 40 °C est moins dense que de l’air à 10 °C, il va donc s'élever. Un fluide en contact avec une surface chaude ou froide va ainsi tendre respectivement à monter ou descendre le long de la paroi, en engendrant des courants de convection dans le volume d'air.
Ces convections entraînent des transports de chaleur et le cas échéant des transferts d'humidité ou des mouvements de particules en suspension dans l'air (odeur, poussières, etc.) et peuvent être ressentis quand ils sont significatifs, à l'intérieur ou à l'extérieur d'un bâtiment.
Le coefficient de convection thermique est un des paramètres à renseigner dans certains outils logiciels de simulation informatique dynamique du bâtiment. Il peut avoir une importance significative dans les systèmes de chauffage, évaporation ou séchage convectifs, ou encore en matière de gestion et d'économies d'énergie, ou de gestion des problèmes de condensation.

## Éléments de définition
Ce coefficient régit les transferts thermiques par convection à proximité d'une surface d'échange.
Il permet d'établir une résistance thermique de convection
Ce coefficient dépend de la nature du fluide, de la température de celui-ci ainsi que du type d'écoulement.
Il ne peut donc être utilisé pour calculer le transfert thermique au travers d'une paroi par conduction qui est régi par la conductivité thermique et qui dépend de l'épaisseur de la paroi.
Pour un transfert au travers plusieurs éléments différents, le coefficient de transfert thermique global est d'application.
Un cas limite est celui d'une convection (naturelle ou forcée) au sein d'une couche poreuse, qui met en jeu un Coefficient de transfert solide-fluide
On notera que selon la définition ci-dessus, l'utilisation du terme « convectif » est abusive dans le sens que le transfert décrit implique de la conduction au niveau du liquide se situant à proximité de la paroi où la vitesse perpendiculaire à la paroi du fluide est nulle.

## Convection thermique
La convection thermique décrit le transfert de chaleur dans des milieux fluides associé à un transfert de matière.

### Résistance thermique de convection
La résistance thermique de convection est donnée par {\displaystyle R_{cv}={\frac {1}{h\;S}}}, en kelvins par watt

### Flux thermique à la surface de la paroi
Au contact d'une paroi solide, le flux de chaleur entre le fluide à la surface de la paroi et le reste du fluide est donné par :
{\displaystyle \varphi =h\times (T_{p}-T_{f})}
{\displaystyle {\Phi }=h\times S\times (T_{p}-T_{f})}
avec :
- {\displaystyle \varphi } est la densité de flux thermique exprimée en watts par mètre carré (W m−2) ;
- {\displaystyle {\Phi }} est le flux thermique en watts (W);
- {\displaystyle h} le coefficient d'échange thermique (W m−2 ·K−1) ;
- {\displaystyle S} est la surface d'échange considérée (m2) ;
- {\displaystyle T_{p}} est la température du fluide à la surface de la paroi (°C ou K) ;
- {\displaystyle T_{f}} est la température du fluide (°C ou K).

## Ordres de grandeur
Pour une paroi verticale avec un écoulement naturel d'air et avec des températures proches de la température ambiante (300 K), l'ordre de grandeur du coefficient de convection thermique pour l'air est de 10 W m−2 K−1.
De plus, une formule d'approximation donne une valeur valable entre 5 et 18 m s−1 pour de l'air circulant autour de l'objet :
{\displaystyle h=10{,}45-c+10{\sqrt {c}}}
où {\displaystyle c} est la vitesse de l'air autour de l'objet.
Enfin pour avoir quelques exemples de calculs (valeurs issues du DTU STB) :
Soit une paroi horizontale ou verticale d'épaisseur e, constituée d'un matériau avec un coefficient de conductivité thermique λ (lambda). L'un des côtés de la paroi a un coefficient de convection h1 et l'autre un coefficient de convection h2.
Si l'un des côtés n'a pas d'échange convectif (exemple côté eau d'un mur de piscine), supprimer ce coefficient dans le calcul du h.
On détermine h de la manière suivante :
{\displaystyle {\frac {1}{h}}={\frac {1}{h1}}+{\frac {e}{\lambda }}+{\frac {1}{h2}}}
avec :
- h, hi en W m−2 K−1
- e en m
- λ en W m−1 K−1 (λbéton = 1,75 W m−1 K−1)

Les valeurs de {\displaystyle {\frac {1}{hi}}} varient en fonction de la direction du flux s'il est vertical, ou de l'exposition à la convection forcée (vent) :
- paroi verticale en convection naturelle : {\displaystyle {\frac {1}{hi}}} = 0,11
- paroi verticale en convection forcée : {\displaystyle {\frac {1}{hi}}} = 0,06
- paroi horizontale (c'est-à-dire un plancher) en convection forcée : {\displaystyle {\frac {1}{hi}}} = 0,05
- paroi horizontale flux descendant (il fait plus chaud en haut qu'en bas) en convection naturelle : {\displaystyle {\frac {1}{hi}}} = 0,17
- paroi horizontale flux ascendant en convection naturelle : {\displaystyle {\frac {1}{hi}}} = 0,09

Ces valeurs sont issues de la STB des années 1995. Il n'y a pas de raison qu'elles évoluent dans le temps, toutefois il est recommandé de faire des essais au cas par cas pour avoir des valeurs représentatives.
- Exemple de calcul mur en béton de 0,3 m d'épaisseur avec un côté exposé au vent :

{\displaystyle {\frac {1}{h}}=0{,}06+{\frac {0{,}3}{1{,}75}}+0{,}11} => h = 2,92 W m−2 K−1
- Exemple de calcul mur en béton de 0,2 m d'épaisseur avec un côté en eau et l'autre dans une pièce :

{\displaystyle {\frac {1}{h}}={\frac {0{,}2}{1{,}75}}+0{,}11} => h = 4,45 W m−2 K−1
- Exemple de calcul d'un plancher en béton de 0,2 m d'épaisseur séparant 2 pièces dont celle du haut est plus chaude (flux descendant) :

{\displaystyle {\frac {1}{h}}=0{,}17+{\frac {0{,}2}{1{,}75}}+0{,}17} => h = 3,4 W m−2 K−1